# Гоумейкер-Ліндора (Пенсільванія)
Гоумейкер-Ліндора (англ. Homeacre-Lyndora) — переписна місцевість (CDP) в США, в окрузі Батлер штату Пенсільванія. Населення — 6721 особа (2020).

## Географія
Гоумейкер-Ліндора розташований за координатами 40°52′20″ пн. ш. 79°55′16″ зх. д. / 40.87222° пн. ш. 79.92111° зх. д. (40.872097, -79.921114).  За даними Бюро перепису населення США в 2010 році переписна місцевість мала площу 17,20 км², уся площа — суходіл.

## Демографія
Згідно з переписом 2010 року, у переписній місцевості мешкало 6906 осіб у 3125 домогосподарствах у складі 1883 родин. Густота населення становила 401 особа/км².  Було 3396 помешкань (197/км²).
Расовий склад населення:
| - 96,7 % — білих - 1,1 % — чорних або афроамериканців - 0,7 % — азіатів |

До двох чи більше рас належало 1,1 %. Частка іспаномовних становила 1,3 % від усіх жителів.
За віковим діапазоном населення розподілялося таким чином: 18,6 % — особи молодші 18 років, 60,2 % — особи у віці 18—64 років, 21,2 % — особи у віці 65 років та старші. Медіана віку мешканця становила 46,2 року. На 100 осіб жіночої статі у переписній місцевості припадало 93,2 чоловіків;  на 100 жінок у віці від 18 років та старших — 91,8 чоловіків також старших 18 років.
Середній дохід на одне домашнє господарство  становив 64 191 долар США (медіана — 51 275), а середній дохід на одну сім'ю — 80 229 доларів (медіана — 72 237). Медіана доходів становила 51 370 доларів для чоловіків та 36 409 доларів для жінок. За межею бідності перебувало 8,9 % осіб, у тому числі 13,8 % дітей у віці до 18 років та 5,8 % осіб у віці 65 років та старших.
Цивільне працевлаштоване населення становило 3572 особи. Основні галузі зайнятості: освіта, охорона здоров'я та соціальна допомога — 28,0 %, роздрібна торгівля — 15,9 %, виробництво — 11,8 %, мистецтво, розваги та відпочинок — 9,4 %.